# US-amerikanische Badmintonmeisterschaft 2022
Die US-amerikanische Badmintonmeisterschaft 2022 fand vom 17. bis zum 19. Dezember 2022 im Triangle Badminton & Table Tennis in Morrisville, North Carolina, statt.

## Medaillengewinner
| Disziplin    | Gold                    | Silber                                  | Bronze                     |
| ------------ | ----------------------- | --------------------------------------- | -------------------------- |
| Herreneinzel | Isaac Yang              | Adrian Mar                              | Howard Shu                 |
| Dameneinzel  | Zhang Beiwen            | Jennie Gai                              | Esther Shi                 |
| Herrendoppel | Vinson Chiu Joshua Yuan | Enrico Keoni Asuncion Don Henley Averia | Andre Chim Ryan Zheng      |
| Damendoppel  | Annie Xu Kerry Xu       | Francesca Corbett Allison Lee           | Xin Huang Joline Siu       |
| Mixed        | Vinson Chiu Jennie Gai  | Ryan Ma Veronica Yang                   | Ryan Zheng Sanchita Pandey |